# Sonatas del Rosario
Las Sonatas del Rosario (Rosenkranz - Sonaten), conocidas también a lo largo de su historia como Sonatas de los Misterios (Mysterien - Sonaten) o incluso Sonatas Bíblicas, constituyen un ciclo de 15 sonatas para violín y bajo continuo, más una passacaglia final, el cual fue compuesto por Heinrich Ignaz Franz Biber.

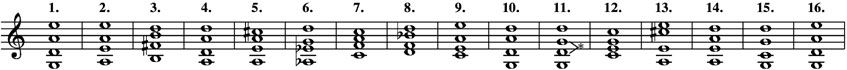
Representación gráfica de las tonalidades de las Sonatas del Rosario

## Biografía del compositor
Poco sabemos de los primeros años de vida de Heinrich Ignaz Franz Biber (1644 - 1704), aunque sí sabemos que nacía en el año 1644, natural de Wartenberg, en Bohemia. Ha llegado a nuestros días como un gran virtuoso del violín de su época, lo que nos hace pensar que debió formarse con algún maestro importante. Respecto a esto, las hipótesis parecen indicar que pudo tratarse de Heinrich Schmelzer, en Viena. 
La primera obra de la cual podemos certificar una fecha es un Salve Regina de 1662. Cinco años después, el compositor comenzaría a trabajar al servicio del obispo de Kroměříž, Karl Liechtenstein – Castelkorn. Es precisamente en la biblioteca del castillo de esta pequeña localidad, en la República Checa, donde se ha conservado gran parte de su repertorio, un auténtico legado musical, como su Sonata a violino solo representativa. En esta obra encontramos una de las primeras muestras de música programática del compositor, pues compuesta para el Carnaval, el violín imita distintos animales como la rana, el gallo, el cuco o el ruiseñor. No sería la única vez que Biber escribiría composiciones descriptivas de estas características, cargadas de alusiones extramusicales. 
El año 1670 se fecha como uno de los más importantes en la vida de Biber, pues es el momento en el que empieza a trabajar al servicio del arzobispo de Salzburgo, Maximilian Gandolph von Khuenberg, bajo la función de criado de cámara. Pero sus pretensiones no se detuvieron ahí, e iría ascendiendo puestos hasta convertirse en Kapellmeister o maestro de capilla, en 1684. Anteriormente, destacábamos que era un año de notable relevancia,y esto se debe, entre otras cosas, a que en esta etapa nacerían las Sonatas del Rosario, aunque es posible que algunas de las sonatas, o fragmentos de las mismas, surgieran originalmente en la etapa checa. En estos años, bajo estos puestos de relativo poder, Biber centró su actividad como compositor en la creación de música instrumental, así como de piezas vocales religiosas. Como rasgo característico encontramos que en su música instrumental casi siempre aparece el violín como protagonista destacado, algo que no debe extrañarnos, pues como afortunado intérprete debía profesar un gran amor por el instrumento. Aparte de estas dos corrientes musicales, también sabemos que cultivó la ópera, de cuya producción sólo se conserva Armino, ossia Chi la dura la vince, la cual sigue siendo una perfecta desconocida en la actualidad. 
En 1690, ascendió a la condición de noble, gracias al emperador Leopoldo I, empezando a firmar como “Biber von Bibern”. Sin embargo, su nombre pronto caería en el olvido. Una bonita cita que nos ha llegado aún, de 1789, es la siguiente: “de todos los violinistas del pasado siglo (S. XVII), Biber parece haber sido el mejor, y sus solos son los más difíciles y más imaginativos de todos los que he visto de la época”. Fue aportada por el historiador de la música, Charles Burney.
Biber moriría en la ciudad que vio nacer a Mozart medio siglo después, en 1704.

## Historia de las sonatas
La realidad de estas sonatas es que han sido un gran descubrimiento, pues permanecieron bastante olvidadas y, aunque nacieron mucho antes, no hubo constancia moderna de su existencia hasta 1889. El redescubrimiento se debió principalmente a Karl Emil von Schafhäutl, un gran personaje que entre sus diversas facetas fue musicólogo y acústico. Como curiosidad, indicar que colaboró con Theobald Boehm en el perfeccionamiento de la flauta travesera. Poco antes de su muerte, su legado fue integrado en la Bayerische Staatsbibliothek de Múnich, y en este legado se encontraban las Sonatas del Rosario. 
El manuscrito que contenía las sonatas acabó catalogándose como Mus. Ms. 4123, pero con todo su contenido, así como la documentación anexa, no aclaraba cómo había llegado a su "actual" dueño. Sin embargo, de una riqueza extraordinaria para los posteriores estudios fue la extensa dedicatoria en latín que contiene la primera página, pues aclaraba tanto la autoría de las obras como el destinatario de la dedicación. Gracias a esta dedicatoria, además, podemos obtener de primera mano información esencial relativa a la obra: contiene varias de las formas musicales, especialmente de la música instrumental, que más se empleaban en la segunda mitad del siglo XVII; están escritas para violín (instrumento al que el compositor se refiere como la “lira de cuatro cuerdas”) y bajo continuo; el instrumento de cuerda se debe afinar con 15 afinaciones diferentes, mediante la Scordatura (uno de los rasgos más impactantes de la gran obra); su autor es Heinrich Ignaz Franz Biber, como el propio Schafhäult nos corrobora en una nota escrita al pie de la dedicatoria, en la cual lo identifica como Kapellmeister en Salzburgo; las sonatas están dedicadas al arzobispo de Salzburgo; la temática sobre la que giran las obras es de carácter religioso, concretamente tratan de los Misterios del Rosario. Pocos años después de la incorporación de tan valioso legado, las sonatas se publicaron por vez primera en Viena, en 1905. Gracias a esto, los violinistas tuvieron más fácil el acceso a un repertorio que necesitaría varias décadas para conocer la difusión que merecía, y que entraría dentro de los mitos del virtuosismo violinístico. 
No sabemos quién agrupó las obras bajo el mismo manuscrito, pero debió ser la misma persona que, al prepararlo, colocó al comienzo de cada una de ellas un pequeño grabado, una imagen que hace referencia a cada uno de los 15 misterios (cinco gozosos, cinco dolorosos y cinco gloriosos): la anunciación del ángel a María, la vista de María a Isabel, el nacimiento de Jesús, la presentación en el templo, Jesús hallado en el templo, la agonía de Jesús en el huerto, la flagelación, la coronación de espinas, Jesús con la cruz a cuestas, la crucifixión y muerte de Jesús, la resurrección, la ascensión al cielo, la venida del Espíritu Santo, la asunción de María y la coronación de María en el cielo. Como detalle especial, en la Passacaglia final, la única obra escrita para violín solo, sin acompañamiento del bajo, aparece un dibujo del ángel de la guarda.
Biber despierta una gran pasión por su inmensa creatividad, la cual nos brinda una suerte de sonatas muy variadas. No hay dos iguales, ni a nivel de macroestructura, ni a nivel de microestructura, así como tampoco en la duración u otros recursos compositivos. La gran cantidad de danzas, así como las pocas apariciones de sonatas como tales, hacen que algunos teóricos se hayan planteado el utilizar suites como término más apropiado para nombrarlas genéricamente. Sin embargo, a pesar de esa enorme variedad, hay un elemento que se repite en muchas de ellas, y es la presencia de distintas secciones que parten de un tema original, es decir de variaciones, aquí nombradas variatio o double.
A lo largo de estas 15 sonatas, se pueden observar distintos procedimientos técnicos que se empleaban en la época, los cuales nos confirman el manejo virtuosístico que tenía Biber del instrumento solista, así como su gran imaginación creativa: acordes de octava y décima en la Sonata número 11; acordes de tres y cuatro notas en la mayoría de las sonatas; series de notas ligadas en staccato de las Sonatas números 6, 13 y 15; los bariolages de la Sonata número 7, o los unísonos repetidos de las Sonatas números 12 y 14.
Debido a la explícita relación temática entre las sonatas y los Misterios del Rosario, algunas personas se han dedicado a intentar descubrir cómo el compositor plasmó musicalmente ciertas ideas, pero es arriesgado el intentar encontrar guiños o mensaje ocultos o no ocultos, o ideas plasmadas en obras con un carácter programático, sin saber las intenciones originales de quien las ideó. De hecho, Biber prácticamente no dejó pistas sobre sus verdaderas intenciones en estas obras, mientras que en otras sí. Aun así, cuando profundicemos un poco más en el caso particular de cada sonata se comentarán algunas de las teorías más extendidas en este aspecto. En cuanto a las imágenes que acompañan a cada una de las sonatas, podemos encontrar su explicación en el entorno de Biber cuando las compuso. Se conoce la existencia de la tradición del rezo del rosario en el Salzburgo de Biber, así como se conoce la pertenencia del arzobispo Gandolph a una de esas cofradías, la cual se reunía para sus rezos en el Aula Académica de la Universidad de Salzburgo, la cual, al parecer, tenía como decoración distintos cuadros que representan los 15 Misterios del Rosario. Todavía en nuestros días pueden observarse en esos cuadros escenas casi idénticas a las que aparecen en el manuscrito. Por otro lado, algunas teorías han demostrado bastante fielmente la posible numerología presente en las sonatas, que supondría alusiones místicas o religiosas, y que se encuentra presente de una u otra forma.
En España, las Sonatas pudieron escucharse en la Semana de Música Religiosa de Cuenca de 2003, durante tres conciertos y con tres violinistas diferentes. La propuesta fue llevada a cabo por el grupo italiano La Risonanza, y tuvieron una gran acogida entre el público, lo cual no es de extrañar por su gran belleza, siendo recibidas como un auténtico descubrimiento. A partir de entonces se han tocado en muchas otras ciudades españolas, y se ha aumentado el interés hacia ellas.

### Distribución, títulos, curiosidades
Las Sonatas aparecen organizadas en tres grupos de Misterios, de cinco en cinco, con los siguientes nombres y las siguientes secciones o movimientos:

#### Gozosos
- Sonata 1: La Anunciación

- Preludio
- Aria y variaciones
- Adagio
- Final
- Sonata 2: La visitación

- Sonata
- Presto
- Allemanda
- Presto
Destaca la presencia de un Magníficat instrumental en este momento de los Misterios, en el que María visita a Isabel. Coincide con el momento en el que, desde el punto de vista religioso, se canta el texto del Magníficat recogido en el Evangelio de San Lucas.
- Sonata 3: El nacimiento del niño Jesús

- Sonata
- Courante
- Double
- Adagio
En el Adagio final de esta sonata, temáticamente ligada al nacimiento de Jesús, Biber cita tres compases de la número 10, que representa su Crucifixión. Como si la música anunciara ya su destino.
- Sonata 4: La presentación en el templo

- Chacona

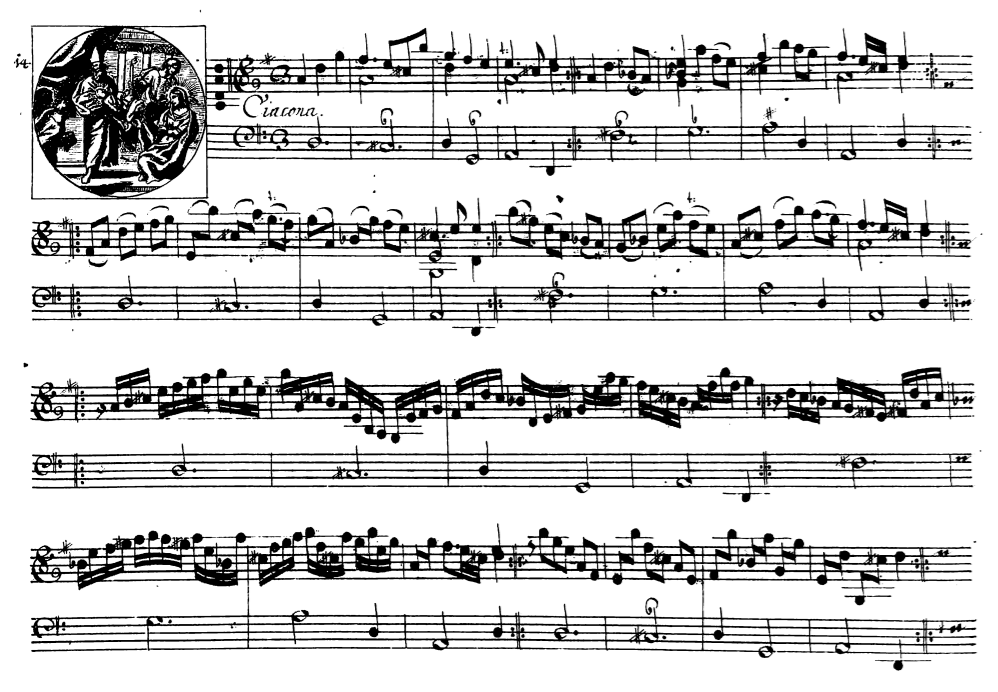
Íncipit del manuscrito de la Sonata 4.

En esta sonata, vuelve a emplear el recurso de la cita, como hizo en la anterior. Vuelve a introducir un motivo de la Crucifixión, que suena como anticipación. Esto se deriva posiblemente del hecho de que el anciano Simeón predice ya entonces el posterior martirio de Cristo.
- Sonata 5: El hallazgo en el templo

- Preludio
- Allemanda
- Giga
- Sarabanda
- Double
Interesante observar como la Sonata número 5 está en La mayor, mientras que la siguiente (primera de los Misterios dolorosos) está en Do menor, dos tonalidades que incluyen el mismo número de alteraciones, aunque una en bemoles y otra en sostenidos. Asimismo, todos los movimientos de esta sonata comienzan con motivos de carácter ascendente, mientras que los de la número 6 descienden.

#### Dolorosos
- Sonata 6: La agonía en el huerto

- Lamento
- Aria
- Adagio
El compositor recurría a contrastes muy marcados: de tempo, de carácter, de dinámica...algo que se comprueba en el final de esta sonata, con la repetida alternancia entre forte y piano al final.
- Sonata 7: La flagelación'

- Allemanda
- Variación
- Sarabanda
- Variación

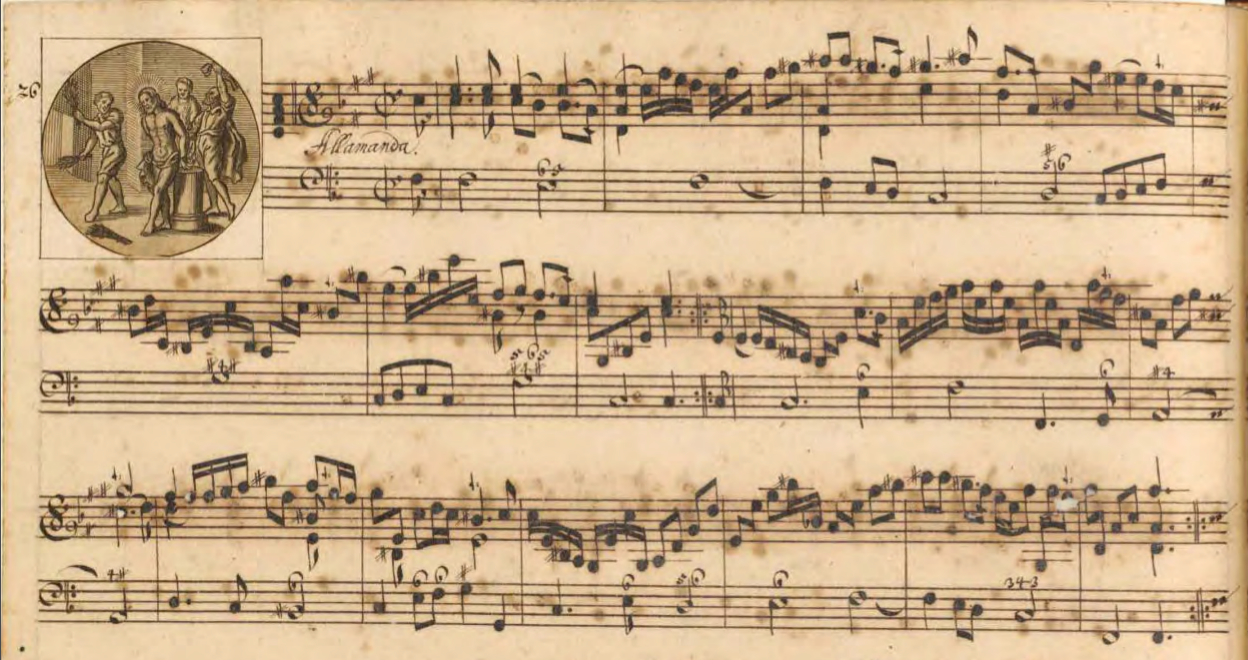
Íncipit del manuscrito de la Sonata 7.

Es interesante el carácter danzable, así como el modo mayor en que compone Biber esta sonata, ya que temáticamente está vinculada a la flagelación. 
- Sonata 8: La coronación de espinas

- Sonata
- Presto
- Giga
- Double I
- Double II
- Sonata 9: Jesús con la cruz a cuestas

- Sonata
- Courante
- Doubles I y II
- Final
- Sonata 10: La Crucifixión y muerte de Jesús

- Preludio
- Aria
- Variación 1 y 2
- Variación 3 (Adagio)
- Variación 4 y 5
Resulta de gran simbolismo el diseño inicial en forma de cruz de esta sonata, reflejando la Crucifixión, así como es igualmente significativo el hecho de que el paso de los Misterios dolorosos a los gloriosos (Sonatas número 10 – 11) se haga por medio de un sencillo pero radical cambio de modo: de sol menor a sol mayor, es decir, a través de los homónimos.

#### Gloriosos
- Sonata 11: La Resurrección

- Sonata
- "Surrexit Christus hodie"
- Adagio
El movimiento central titulado por el propio compositor como Surrexit Christus hodie consiste en una passacaglia en un compás poco habitual de 3/1 con una notación arcaizante. Además está compuesta sobre una melodía medieval. Todo esto se puede deber a que estamos en el primero de los Misterios Gloriosos, el cual hace alusión a la resurrección de Cristo. 
Sin embargo, más complicada de entender es la extraña y especial scordatura en octavas requerida por el compositor para esta sonata, donde las cuerdas segunda y tercera se cruzan antes del puente del violín formando una especie de cruz.
- Sonata 12: La Ascensión

- Introducción
- Aria tubicinum
- Allemanda
- Courante
- Double
Destaca el comienzo de esta sonata en el que el violín parece imitar una trompeta. 
- Sonata 13: Pentecostés

- Sonata
- Gavotte
- Giga
- Sarabanda
- Sonata 14: La Asunción de la Virgen

- Preludio
- Chacona (Aria)
- Giga
Llama la atención la súbita interrupción de la línea del violín solista en los compases finales de esta sonata, dejando solo al bajo continuo. Esto es una figura retórica conocida como abruptio que en este caso podría hacer referencia a la entrada en solitario de María en el cielo. 
- Sonata 15: La coronación de la Virgen

- Sonata
- Aria
- Canzona
- Sarabanda y Double

#### Pasacalle en sol menor
- Adagio
- Allegro
- Adagio

La Passacaglia está compuesta según una aparente sencillez, repitiendo 65 veces el tetracordo propuesto, el mismo que encontramos en el Lamento della Ninfa, de Monteverdi. Las repeticiones, aunque son bastante evidentes, van siendo desarrolladas por el compositor según avanza la sonata, dejándolas más o menos camufladas. Puede que la elección de la passacaglia, así como la repetición del tetracordo, para representar al ángel de la guarda plasmado en la imagen de su inicio, intente transmitir la idea de que nos acompaña y nos vigila en todo momento.

### Scordatura
La Scordatura es un elemento que caracteriza la obra prácticamente en su totalidad, algo que hace bastante únicas a estas sonatas. Además, puede servirnos de respuesta si nos preguntamos por qué tuvo una tardía incorporación al repertorio de violín, y por qué aún a veces cuesta acercarnos a ellas como intérpretes. La realidad es que un violín moderno, sometido a una tensión mucho mayor que los instrumentos originales barrocos, resistiría difícilmente algunas de las afinaciones propuestas por Biber, por lo que hasta la llegada y el auge de las corrientes historicistas y la early music, no se grabaron por primera vez (Eduard Melkus fue el primero en llevarlas al disco completo en 1967), ni se interpretaron de una forma más fidedigna. 
Pero antes de entrar en más detalles, sería importante definir qué es la Scordatura. El concepto, italiano, significa"desafinación”. Es decir, modificando la altura de cada una de las cuerdas, ya sea tensándolas o destensándolas, provocamos una desafinación de las mismas respecto a su afinación natural por intervalos de quinta, y sobre esa nueva afinación interpretamos la obra o el pasaje en cuestión. Sin embargo, realizar estos procedimientos tiene distintas consecuencias. Lo primero que apreciamos es, sin duda, una alteración en el timbre del instrumento al que estamos habituados. Al modificarse la tensión de las cuerdas, la caja del instrumento ve modificadas también sus propiedades acústicas, puesto que está pensado para funcionar con la afinación por quintas. Además, si tenemos en cuenta que las cuerdas también vibran por simpatía, al modificar la afinación los armónicos también se verán alterados, afectando al timbre, como se mencionó antes. Por eso, determinadas tonalidades (como Re mayor) son especialmente adecuadas para el violín, ya que acentúan la riqueza de armónicos. Asimismo, la digitación, es decir la distribución y colocación de los dedos sobre las cuerdas para lograr las notas deseadas en las distintas posiciones, varía respecto a la original en todas aquellas cuerdas que hayamos desafinado.
Teniendo todo lo anterior en cuenta, podemos decir que este procedimiento supone un reto para el intérprete, pues se puede decir que llega a tener, en cierto sentido, un instrumento transpositor, ya que puede darse el caso en que los sonidos escritos en la partitura sean diferentes a los sonidos que suenan realmente. Ésta es la opción compositiva de Biber, el cual escribe no las notas que suenan finalmente, sino aquellas que, pisadas en el lugar correspondiente según la afinación convencional, producen las notas deseadas.
Hay, además, otra dificultad contra la que se debe enfrentar el violinista de cara a hacer una interpretación al público. Por la naturaleza del instrumento, sucede que cuando modificamos la tensión de una cuerda, especialmente si no es aquella que le es natural, y sobre todo si se aumenta la tensión, tarda un tiempo mayor o menor en adaptarse y fijar la nueva afinación. De hecho, la tendencia natural de la cuerda es a ir perdiendo tensión. Por ello, sería prácticamente imposible pretender tocar las 16 piezas de la colección con el mismo violín durante todo el concierto, sin someter a los espectadores a grandes parones, ya que son muchas y diversas las afinaciones exigidas por el compositor, y un instrumento no aguantaría con facilidad semejante cambio de tensiones. Se suele recomendar y se han usado un mínimo de tres instrumentos, aproximadamente, para llevar la empresa a cabo. Además también sería aconsejable que una persona se encargase de ir reajustando y preparando los otros dos cuando no se están empleando en la ejecución. Sin embargo, como ha señalado uno de los últimos violinistas en grabarlas en disco, el británico Andrew Manze, tocarlas con el mismo violín es el único modo de acercarse a la esencia y a todo el simbolismo de la obra: “En las cinco sonatas centrales que tratan de la Pasión, las afinaciones son tan extrañas que el violín está casi quejándose, casi dolorido”. Mientras que, tras la sonata que describe la Resurrección “es cuando el violín tiene su afinación más grave, por lo que se siente realmente relajado y tranquilo”. Según esto, parece que Biber buscó que el propio violín sintiera físicamente la experiencia de los hechos plasmados en las sonatas. 
Las cinco sonatas destinadas a los Misterios dolorosos optan por una scordature que amortigua la sonoridad del violín, mientras que el resto persigue potenciar la proyección sonora del instrumento. Sólo la primera y la última sonata, las números 1 y 16, se libran de la scordatura y emplean la afinación convencional. Desde luego, la propuesta de Biber no deja indiferente a ningún músico, ya que incluye "desafinaciones" de hasta un intervalo de cuarta con respecto a lo que es la norma. Posiblemente la más especial de todas, y a la vez la más desconcertante es la Número 11, pues en ella las cuerdas deben afinarse por octavas en cuerdas contiguas. 
Es importante indicar, por último, que a pesar de todas las dificultades planteadas, la scordatura facilita lo que en condiciones normales sería extremadamente difícil de tocar.

## Célebres interpretaciones
Desde que se descubrieron las Sonatas del Rosario y se ha ido afinando en su estudio, se han ido produciendo múltiples versiones de cara a su interpretación. Algunos músicos las ven como una manera de lucir su virtuosa técnica, y otros optan por tocarlas con el tono reflexivo de la meditación religiosa.
El manuscrito original de Biber incluye sólo dos partes: la del bajo continuo y la del violín solista. Desde esta base, los intérpretes deben decidir si optan por uno o más instrumentos para tocar la parte del bajo, ya que en el manuscrito tan sólo aparece una sencilla línea con un bajo cifrado sin especificación alguna. Las posibilidades han variado y algunas de las propuestas más célebres han sido las siguientes:
- Andrew Manze: clave solo.
- Eduard Melkus: laúd, clave u órgano.
- Reinhard Goebel: diferentes combinaciones de clave, órgano, laúd y violonchelo.
- Franzjosef Maier o Marianne Rônez: diferentes combinaciones de viola da gamba, violonchelo, tiorba y órgano.
- Walter Reiter: diferentes combinaciones de clave, tiorba, violonchelo, arpa doble, lirone y realejo.
- Odile Edouard: diferentes combinaciones de violonchelo, tiorba, arpa y órgano.
- Les Veilleurs de Nuit y Alice Piérot: pequeño grupo integrado por viola da gamba, tiorba y claviórgano.
- La violinista española Lina Tur Bonet publicó en 2015 una grabación para violín y un continuo ejecutado por diversos instrumentos (clave, arpa, tiorba viola da gamba). Se trata de una lectura personal, muy documentada y rigurosa, de la partitura original que ha recibido numerosos galardones, y el reconocimiento unánime de la crítica especializada internacional.

- Datos: Q3490251
- Multimedia: Mystery Sonatas / Q3490251